# Pancuronium
Pancuronium, auch Pancuroniumbromid, ist chemisch ein Steroid, das als nicht-depolarisierendes Muskelrelaxans mit langer Wirkdauer bei einer Halbwertszeit von 110–160 Minuten als Arzneistoff verwendet wird.

## Wirkung
Pancuronium konkurriert nach Injektion mit dem Neurotransmitter Acetylcholin um die Rezeptoren an Skelettmuskelzellen. Dadurch kommt es zu einer schlaffen Lähmung der willkürlich bewegbaren Muskulatur. Die Wirkung setzt nach wenigen Minuten ein und hält ca. 45 Minuten an. Der Arzneistoff wird vor allem bei Narkosen angewendet, die maschinelle Beatmung ist absolut erforderlich.
Als einziges klinisch gebräuchliches Muskelrelaxans hat Pancuronium auch eine antimuskarinerge Wirkung. So wird der Einfluss des Parasympathikus auf den muskarinergen Rezeptor am Herzen gehemmt. Dies führt zu einem beschleunigten Herzschlag (Tachykardie) bei Gabe von Pancuronium. Aufgrund des kompetitiven Wirkmechanismus am Rezeptor kann die Wirkung durch Steigerung des Acetylcholinspiegels in der Synapse (durch Gabe von Cholinesterasehemmern) zumindest teilweise aufgehoben werden.

## Verwendung in der Giftspritze
In den USA wird Pancuronium häufig zusammen mit Thiopental und Kaliumchlorid bei der Hinrichtung durch die Giftspritze verabreicht. Seine Aufgabe ist hier, die Person zu paralysieren, wobei schließlich Herzstillstand, Atemlähmung und Atemdepression die Todesursache(n) sind. Die tödliche Wirkung ist nicht auf eine akute toxische Wirkung des Pancuroniums zurückzuführen.

## Handelsnamen
Pancuronium war in der Schweiz unter dem Namen Pavulon sowie in Deutschland als Generikum im Handel erhältlich. In der Schweiz ist es seit 2012 nicht mehr verfügbar.